# Frebonie Eusebie z Pernštejna
Frebonie Eusebie z Pernštejna (1596 – 6. února 1646 Praha) byla česká šlechtična z rodu Pernštejnů. Narodila se jako dcera Jana V. z Pernštejna a jeho manželky Anny Marie Manrique de Lara y Mendoza.

## Život
Po smrti svého bratra Vratislava Eusebia v roce 1631 zdědila panství Litomyšl. Jelikož v té době probíhala třicetiletá válka, ve městě střídavě sídlila vojska obou znepřátelených stran. Roku 1635 císařští vojáci plukovníka Lautersona po potyčce s místními obyvateli založili požár, při kterém vyhořelo 297 domů a zemřelo 15 lidí. Několikrát město vyrabovala i švédská vojska. Po roce 1640 pozvala na radu olomouckého biskupa Františka z Ditrichštejna do Litomyšle řád piaristů, pro které v místech vyhořelého Nového města zřídila kostel, kolej a školy a zavázala se jim ročně vyplácet 1000 zlatých. Řád řeholních kanovníků se zaměřoval na výuku chudých chlapců a šíření katolictví. Při nově založeném gymnáziu zřídila tzv. chlebíčkovou nadaci, kdy bylo žákům každou sobotu rozdáno 84 bochníků chleba, za které se museli pomodlit 5 otčenášů a 5 zdrávasů. Budovy do jejich dnešní podoby přestavěli v době baroka Giovanni Battista Alliprandi a František Maxmilián Kaňka.
Frebonie se nikdy neprovdala a zemřela bezdětná 6. února 1646 v Praze, kam se na stáří uchýlila. Pochována byla při kostele Panny Marie Vítězné v Praze u bosých karmelitánů, které podporovala. Litomyšlské panství odkázala svým lobkovickým příbuzným, kde se ho ujal Václav Eusebius Popel z Lobkovic. S její osobou vymřel rod Pernštejnů po přeslici.